# Trasek
Trasek ry är en finländsk förening för transpersoner och interkönade individer och deras närstående. Föreningen deltar aktivt i debatten kring transfrågor i Finland samt ägnar sig åt rådgivning. 
Föreningen är medlem i den europeiska intresseorganisationen Transgender Europe och den världsomspännande intresseorganisationen ILGA.